# Вероніка Гальдер
Вероніка Гальдер (нім. Veronika Halder; 14 жовтня 1980, м. Галль-ін-Тіроль, Австрія) — австрійська саночниця, яка виступає в санному спорті на професіональному рівні з 2000 року. Двічі учасник зимових Олімпійських ігор — в 2006 в Турині зайняла 5 місце. Також починає здобувати успіхи на світових форумах саночників, найчастіше це ставалося, на Чемпіонаті Європи (це були її найбільші міжнародні успіхи, правда, в змішаних командах).